# Osséja
Osséja (Oceja en catalán) es una localidad y comuna francesa, situada en el departamento de Pirineos Orientales en la región de Occitania y comarca histórica de la Alta Cerdaña.
A sus habitantes se les conoce por el gentilicio de osséjans en francés u ocejenc,ocejenca en catalán.

## Geografía
La comuna se encuentra situada en la frontera con España, en la Cerdaña, bordeada por el río Vanéra. Antiguamente formó parte de la región de Languedoc-Rosellón.

## Demografía
| 1068 | 1082 | 1134 | 1279 | 1274 | 1282 |
| Para los censos de 1962 a 1999 la población legal corresponde a la población sin duplicidades (Fuente: INSEE [Consultar]) |      |      |      |      |      |